# Glasdegib
Glasdegib, es un medicamento utilizado para tratar la leucemia mieloide aguda, es vendido bajo varias marcas incluyendo  Daurismo.  Se utiliza junto con citarabina en aquellos que no pueden tolerar la quimioterapia de inducción intensiva, como los mayores de 75 años.  Este medicamento se toma por vía oral. 
Los efectos secundarios de este medicamento  incluyen niveles bajos de glóbulos rojos, cansancio, sangrado, niveles bajos de glóbulos blancos, dolor, náuseas, hinchazón, dificultad para respirar, alteración del gusto, estreñimiento y sarpullido;  otros efectos secundarios incluyen prolongación del intervalo QT e infertilidad.  El uso de este medicamento durante el embarazo puede dañar al bebé.  Es un inhibidor de la vía hedgehog que bloquea el smoothened.  
Este medicamento fue aprobado para uso médico en los Estados Unidos en 2018 y en Europa en 2020.   En el Reino Unido, el NHS cuesta alrededor de 10.500 libras esterlinas por mes a partir de 2021.  Esta cantidad en Estados Unidos es de unos 19.500 dólares estadounidenses y en Canadá de unos 17.200 dólares canadienses.  